# 보통우표
보통우표(普通郵票)는 우편 요금의 납부를 주목적으로 하여, 우체국에서 상시적으로 판매하는 우표이다. 한시적인 기념우표와 달리 발매 기간이나 판매 기간이 정해지지 않으며, 필요한 양만큼 지속적으로 발행된다. 요금이 변경되거나 정책의 변경, 도안의 변경 등으로 판매가 중단되거나 발행이 중단되기도 한다.

## 세계의 보통우표

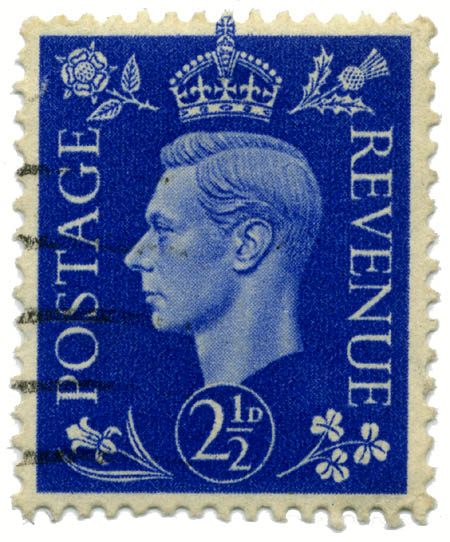
영국의 보통우표에 그려진 존 7세(1937년)

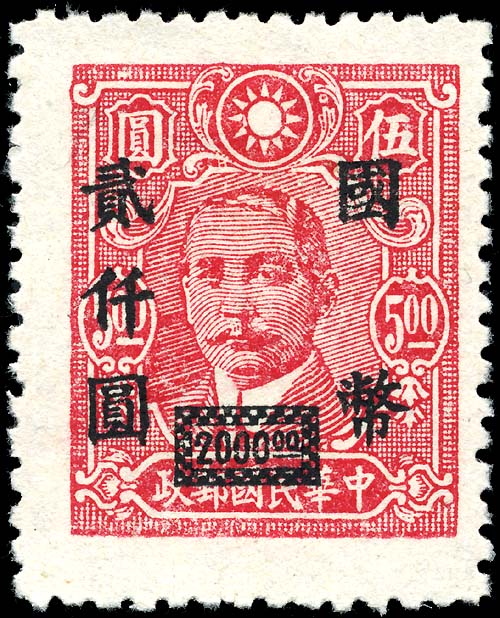
중화민국 보통우표의 쑨원(1946년)

세계적으로 보통우표는 우편 요금의 납부를 주목적으로 하는 본래의 성격때문에 편의적으로 형상이나 모양이 크게 변하지는 않았다. 다만 초기에 가지고 있던 증빙을 위한 모양에서 회화적인 도안이나 미적 감각을 고려하는 방향으로 변천하는 경향이 있다.
군주국가에서는 일반적으로 국가원수인 왕의 초상이 보통우표나 화폐의 도안에 등장하는 경우가 많다. 가장 대표적인 것이 영국이나 스페인의 예이다. 세계 최초의 우표이자 보통우표인 페니 블랙 또한 당시의 군주였던 빅토리아 여왕이 등장한다.
공화제 국가의 경우에도 현직이나 역대 대통령 등이 등장한 경우가 종종 있다. 가장 대표적인 것이 미국으로, 1860년대에 현직 대통령이었던 에이브러햄 링컨이 우표나 지폐에 등장했다. 다만 지금은 사망 이후 일정 기간이 경과하지 않으면 우표의 도안에 사용할 수 없도록 법제화되어 있다.
그러나 가장 일반적으로는 산업이나 풍경, 동식물, 문화유산 등이 보통우표의 도안이 되는 것이다. 국가에 따라 고유한 주제를 가지고 경향을 일정화하는 경우가 많아, 독일은 저명한 여성을, 홍콩은 조류를 등장시키기도 한다. 우표의 판매를 국가의 주요 재원으로 삼는 나라에서는 일정한 기간마다 모든 보통우표의 도안을 변경하는 경우도 많다.

## 대한민국의 보통우표
2023년 현재 대한민국에서 발행되고 있는 보통우표는 다음과 같다. 이 우표들은 정액 보통우표이므로 해당 금액의 도안이 갱신되지 않으면 소진된 수량만큼 지속적으로 재발행된다. 발행 중단 시에는 각 우체국에 재고가 남아 있는 한 판매된다.
| 액면가               | 도 안                                                                                                 | 발 행 일     | 비고                  |
| 10원                 | 큰주홍부전나비                                                                                        | 2021. 10. 29 |                       |
| 10원                 | 태극기                                                                                                | 2003. 3. 6   | 발행중단 (2021.10.29) |
| 20원                 | 해오라기                                                                                              | 2000. 1. 17  | 발행중단 (2021.6.1)   |
| 30원                 | 왕머루                                                                                                | 2001. 9. 10  | 발행중단 (2021.6.1)   |
| 40원                 | 모자주홍하늘소                                                                                        | 2000. 6. 1   | 발행중단 (2016.1.5)   |
| 50원                 | 유과                                                                                                  | 2021. 10. 29 |                       |
| 50원                 | 올빼미                                                                                                | 2005. 9. 1   | 발행중단 (2021.10.29) |
| 60원                 | 밀화부리                                                                                              | 2002. 3. 15  | 발행중단 (2013.11.11) |
| 70원                 | 홍월귤                                                                                                | 2007. 7. 10  | 발행중단 (2009.10.12) |
| 80원                 | 동박새                                                                                                | 1997. 7. 1   | 발행중단 (2008.7.18)  |
| 90원                 | 박새                                                                                                  | 2006. 6. 5   | 발행중단 (2021.6.1)   |
| 100원                | 긴꼬리딱새                                                                                            | 2021. 10. 29 |                       |
| 100원                | 문주란                                                                                                | 2006. 3. 2   | 발행중단 (2021.10.29) |
| 190원                | 무궁화 원화 1송이                                                                                     | 2004. 11. 1  | 발행중단 (2011.10.1)  |
| 200원                | 대게                                                                                                  | 2001. 3. 5   | 발행중단 (2016.1.5)   |
| 220원                | 무궁화 원화 3송이                                                                                     | 2004. 11. 1  | 발행중단 (2011.10.1)  |
| 240원                | 무궁화 불새 1송이                                                                                     | 2004. 11. 1  | 발행중단 (2011.10.1)  |
| 250원                | 솔부엉이                                                                                              | 2006. 11. 1  | 발행중단 (2011.10.1)  |
| 250원                | 가시연꽃                                                                                              | 2008. 6. 30  | 발행중단 (2011.10.1)  |
| 270원                | 태극기                                                                                                | 2011. 10. 1  | 발행중단 (2013.7.31)  |
| 300원                | 아름다운 우리 나라: 숭례문, 수원화성, 해운대구 동백섬, 도담삼봉, 홍도, 첨성대, 광한루, 경포대, 백록담 | 2013. 11. 11 | 발행중단 (2021.6.1)   |
| 300원                | 종다리                                                                                                | 1996. 1. 22  | 발행중단 (2008.7.18)  |
| 310원                | 무궁화 불새 여러 송이                                                                                 | 2004. 11. 1  | 발행중단 (2011.10.1)  |
| 330원                | 태극기                                                                                                | 2017. 4. 3   | 발행중단 (2021.6.1)   |
| 340원                | 고니                                                                                                  | 2006. 11. 1  | 발행중단 (2011.10.1)  |
| 360원                | 나팔고둥                                                                                              | 2011. 10. 1  | 발행중단 (2013.11.11) |
| 380원                | 태극기                                                                                                | 2019. 7. 1   | 발행중단 (2021.9.1)   |
| 390원                | 나팔고둥                                                                                              | 2013. 11. 11 | 발행중단 (2021.6.1)   |
| 400원                | 청자귀형수병                                                                                          | 2003. 4. 11  | 발행중단 (2013.11.11) |
| 400원                | 팔색조                                                                                                | 2014. 11. 20 | 발행중단 (2016.1.5)   |
| 420원                | 무궁화                                                                                                | 2017. 4. 3   | 발행중단 (2021.6.1)   |
| 430원(규격 우편용)   | 태극과 훈민정음                                                                                       | 2021. 9. 1   |                       |
| 470원                | 무궁화                                                                                                | 2019. 7. 1   | 발행중단 (2021.9.1)   |
| 500원                | 산사나무                                                                                              | 2021. 12. 17 |                       |
| 500원                | 백자철화승문병                                                                                        | 2003. 7. 11  | 발행중단 (2021.12.16) |
| 520원(규격외 우편용) | 무궁화                                                                                                | 2021. 9. 1   |                       |
| 600원                | 홍영식과 우정총국                                                                                     | 1999. 11. 15 | 발행중단 (2008.7.11)  |
| 700원                | 고려 옥제운학문장신구                                                                                 | 2000. 1. 17  | 발행중단 (2013.11.11) |
| 800원                | 제주마                                                                                                | 1998. 4. 4   | 발행중단 (2009.10.12) |
| 900원                | 금동계미명삼존불                                                                                      | 1993. 9. 20  | 발행중단 (2016.1.5)   |
| 1000원               | 한글                                                                                                  | 2021. 12. 17 |                       |
| 1000원               | 청자사자유개향로                                                                                      | 2009. 11. 17 | 발행중단 (2021.12.17) |
| 1750원               | 분청사기철화연어문병                                                                                  | 2006. 11. 1  | 발행중단 (2011.10.1)  |
| 1770원               | 토우장식장경호                                                                                        | 2011. 10. 1  | 발행중단 (2012.10.1)  |
| 1930원               | 토우장식장경호                                                                                        | 2013. 11. 11 | 발행중단 (2014.4.1)   |
| 1930원               | 경주 황오동 금귀걸이                                                                                  | 2014. 8. 7   | 발행중단 (2021.6.1)   |
| 1960원               | 분청사기상감연화당초문병                                                                              | 2017. 4 .3   | 발행중단 (2021.6.1)   |
| 2000원               | 금동대탑                                                                                              | 2009. 5. 25  | 발행중단 (2014.4.1)   |
| 2000원               | 청자 어룡형 주자                                                                                      | 2014. 11. 20 | 발행중단 (2016.1.5)   |
| 2130원               | 백자청화구름용무늬항아리                                                                              | 2018. 8. 1   | 발행중단 (2021.6.1)   |
| 2480원               | 도기 기마인물형 뿔잔                                                                                  | 2020. 9. 23  | 발행중단 (2011.9.1)   |
| 2530원(등기 우편용)  | 청자 퇴화초화문 표주박모양 주전자 및 승반                                                             | 2009. 5. 25  |                       |
| 3000원               | 강희안의 고사관수도                                                                                   | 2014. 8. 7   | 발행중단 (2016.1.5)   |
| 3550원               | 대한제국 국새 황제지보                                                                                | 2014. 10. 28 | 발행중단 (2018.1.5)   |
| 5000원               | 민화 호랑이                                                                                           | 1983. 12. 1  | 발행중단 (2016.1.5)   |

300원, 390원, 1930원 우표는 현행 우편 요금에 따라 액면가로 발행된다.